# Чуйков Семен Опанасович
Чуйков Семен Опанасович (1902 — 1980) - радянський живописець. Народний художник СРСР (1963). Лауреат двох Сталінських премій (1949, 1951).

## Біографія
С.О. Чуйков народився 17 (30) жовтня 1902 рік в Пішпеку (нині Бішкек, Киргизія). Батько служив військовим писарем. С. Чуйков починав як літератор-нарис. У 1924-1930 роках навчався у Вхутемасі (майстерня Р.Р. Фалька). Жанрові картини і пейзажі, присвячені людям і природі Киргизії, Індії (триптих «про простих людей Індії», 1957-1960).
Дійсний член АМ СРСР (1958).
У 1966 році підписав лист 25-ти діячів культури і науки генеральному секретарю ЦК КПРС Л.І. Брежнєву проти реабілітації І.В. Сталіна. С.О. Чуйков помер у Москві 18 травня 1980 року.

## Нагороди та премії
- Сталінська премія II ступеня (1949) - за серію картин киргизька Колгоспна сюїта
- Сталінська премія III ступеня (1951) - за картини на мирних полях моєї Батьківщини, біля підніжжя Тянь-Шаню, Ранок в радгоспі
- орден Леніна (06.11.1972)
- два ордени Трудового Червоного Прапора (01.11.1958)
- два ордени Знак Пошани (07.06.1939)
- медаль «За трудову відзнаку» (11.10.1964)

інші медалі
- орден Кирила і Мефодія I ступеня
- Державна премія Киргизької РСР імені Токтогула Сатилганова (1972) - за цикл картин у нас в Киргизькій РСР.

## Роботи знаходяться в зібраннях
- Державна Третьяковська галерея, Москва (Дочка Радянської Киргизії).
- Державний російський музей, Санкт-Петербург.
- Красноярський державний художній музей ім. В. І. Сурікова, Красноярськ.
- Киргизький Національний музей образотворчого мистецтва імені Г.А. Айтієва, Бішкек.

## Книги С.О. Чуйкова
- Образи Індії (1956)
- Нотатки художника (1962)
- Італійський щоденник (1966)

## Джерело
- С. Чуйков. Из собрания государственной Третьяковской галереи. — М.: Изобразительное искусство, 1986. (рос.)